# Sint-Catharinakapel (Helden)

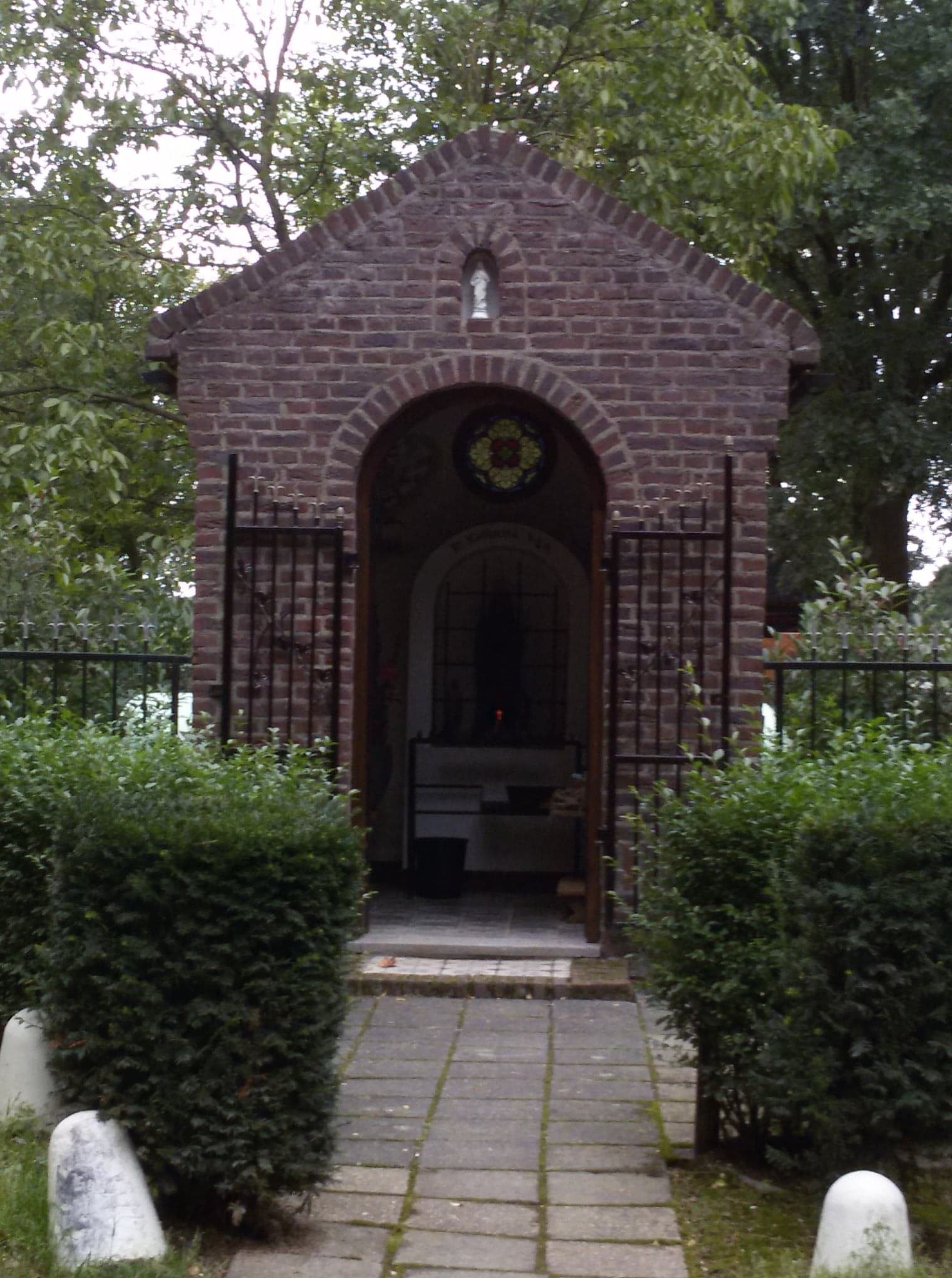
De Sint-Catharinakapel

De Sint-Catharinakapel is een kapel bij Helden en Egchel in de Nederlandse gemeente Peel en Maas. De kapel staat op de hoek van de Neerseweg met de Keuperdijk en staat ongeveer anderhalve kilometer ten zuiden van het dorp Helden en ten zuidoosten van het dorp Egchel in de Heldense Bossen.
De kapel is gewijd aan de heilige Catharina van Alexandrië.

## Geschiedenis
Reeds in 1837 stond er hier een wegkruis getuige oude kaarten uit 1837. Aan het begin van de jaren 1970 werd dit wegkruis weggehaald.
In november 2000 werd er vlak bij deze plek een proeflokaal geopend van Wijnbouw Domaine d' Elkandré. De eigenaren wilden opnieuw een wegkruis plaatsen en deze bekostigen met giften van bezoekers. De bezoekers doneerden rijkelijk, wat tot het besluit leidde om in plaats van een wegkruis een kapel te bouwen. Na in het najaar begonnen te zijn met de bouw werd de kapel in het voorjaar van 2002 voltooid. Men koos voor de heilige Catharina om de kapel aan te wijden, omdat zij de tweede patrones is van de parochie Helden, maar daar in de praktijk nagenoeg niets meer van te zien is. Op 2 juni 2002 wijdde deken Van der Horst de kapel in.

## Gebouw
De bakstenen kapel is opgetrokken op een rechthoekig plattegrond en wordt gedekt door een verzonken zadeldak van zwarte pannen. De frontgevel en achtergevel zijn een puntgevel en midden op de nok van de kapel staat een dakruiter met tentdak. In de achtergevel is een rond venster aangebracht en in de beide zijgevels een rondboogvenster. In de frontgevel is een rondboognis aangebracht met daarin een beeldje van de heilige Catharina en eronder bevindt zich de rondboogvormige toegang van de kapel die wordt afgesloten met een houten deur en een metalen sierhekwerk.
In de kapel staat een eikenhouten beeld van de heilige die vervaardigd is door beeldhouwer Jacques Thiesen.